# Athalia Reumert
Athalia Anna Henriette Reumert, født Flammé (5. oktober 1858 i København – 29. september 1952 sammesteds) var en dansk ballerina, gift med Elith Reumert, mor til Poul Reumert.
Athalia Reumert kom 1865 på Balletskolen ved det Kongelige Teater, hvor hun, vejledet af Bournonville, debuterede 17. februar 1875 som Therese i "Søvngængersken". Hun sejrede ved det temperament, den energiske livfuldhed og tekniske kunnen, hun ejede i lidenskabelige partier som Asta i "Fjeldstuen" og troldfrøkenen i "Et Folkesagn". Efter 20. november 1894 at være kommet til skade i et dansedivertissement af "Troubadouren" måtte hun ved sæsonens slutning tage sin afsked.